# 書評
書評（、英: Book review）は、一般的に、刊行された書物を読者に紹介する目的で論評や感想などを記す文芸評論の一形式である。
書評は雑誌や新聞の記事として、また本の形をとった書評集として出版される。インターネット上で発表されることもある。通起源的には、18世紀の半ばから勃興してきた新聞という大衆向けメディアにおける新刊・新作紹介とする。
通常はいわゆる新刊本について行われることが多く、読者の書籍選びにあたって参考に供する意味を持つ。また前記のような古典的概念に加えて、現在では、正規の文字表現として定めないままに、書評としての内容を持って出される口頭のコメント（主としてテレビ、ラジオなどで行われる）なども、二次的概念としてこれに含む場合が多い。
内容的には、書物の紹介と内容に対する論評とが共存しているところに、特徴がある。したがって、一般の文芸評論のように後者にのみ偏っているものは、通常は書評とは呼ばれない。ただしいわゆる新刊紹介と書評が区別される境界線もまた、この内容に対する論評の部分に存しており、筆者の独自の見解を示しつつ読者を書物の世界に誘いこむ不思議な文学形式であるということができる。優れた書評文はそれ自身が独立して鑑賞するに足る作品であることが多い。

## 関連文献
- 丸谷才一編・解説、幾野宏ほか訳　『ロンドンで本を読む』マガジンハウス 2001年 ISBN 4838712413 - 英国の名書評集
  - 『ロンドンで本を読む　最高の書評による読書案内』　光文社知恵の森文庫、2007年-抄版である。ISBN 4334784755